# Friday Night Lights
Friday Night Lights – amerykański serial telewizyjny  emitowany był od 3 października 2006 do 9 lutego 2011. Został zaadaptowany na potrzeby telewizji przez Petera Berga na podstawie książki i filmu pod tym samym tytułem (w Polsce wyświetlanym jako Światła stadionów). Fabuła serialu skoncentrowana jest wokół życia trenerów i graczy szkolnych drużyn futbolowych Dillon Panthers i East Dillon w fikcyjnym miasteczku Dillon w Teksasie (stąd tytuł, po polsku oznaczający "jupitery zapalane w piątkowe wieczory", odnoszący się do futbolowych meczów, rozgrywanych w USA tradycyjnie pod koniec tygodnia).

## Emisja
Przez pierwsze dwie serie premierowe odcinki Friday Night Lights wyświetlała amerykańska stacja telewizyjna NBC, która zdjęła serial anteny w 2008 wskutek niskiej oglądalności. Po protestach fanów produkcję serialu dofinansowała telewizja satelitarna DirecTV, zyskując prawo do pokazywania premierowych odcinków przez kolejne trzy serie (po 13 odcinków każdy) na własnym kanale The 101 Network, przed emisją w NBC. Był to jeden z pierwszych w USA przypadków przejęcia serialu ogólnokrajowej stacji telewizyjnej przez niszowy kanał satelitarny.

## Odbiór i nagrody
Friday Night Lights zdobył uznanie za realistyczne przedstawienie codzienności w prowincjonalnym amerykańskim mieście, paradokumentalny styl narracji i filmowania oraz naturalny sposób gry aktorów. Został też wielokrotnie nominowany do licznych nagród i zakwalifikowany na listę 10 najlepszych amerykańskich seriali według tygodnika „Time” w latach 2006 i 2007. W 2011 roku Kyle Chandler otrzymał nagrodę Emmy dla najlepszego aktora pierwszoplanowego, a Jason Katims za najlepszy scenariusz do serialu dramatycznego. 

## Główni bohaterowie
- Eric Taylor (Kyle Chandler) – ambitny trener Dillon Panthers.
- Tami Taylor (Connie Britton) – żona Erica Taylora, matka Julie Taylor, były pedagog szkolny, a następnie dyrektor liceum w Dillon.
- Matt Saracen (Zach Gilford) – nieśmiały rozgrywający Dillon Panthers, chłopak Julie Taylor.
- Julie Taylor (Aimee Teegarden) – córka Erica i Tami Taylorów, uczennica liceum w Dillon.
- Landry Clarke (Jesse Plemons) – przyjaciel Matta Saracena, szkolny prymus, lider garażowego zespołu muzycznego; zakochany w Tyrze Collette.
- Tyra Collette (Adrianne Palicki) – niepokorna uczennica liceum w Dillon, chodząca z wieloma chłopcami; ostatecznie jednak zakochała się w Landrym Clarke’u i zaczęła szukać stabilizacji w nauce.
- Jason Street (Scott Porter) – były rozgrywający Dillon Panthers, sparaliżowany w wypadku na boisku. Zrezygnował z dalszej nauki, został na krótko asystentem trenera Taylora.
- Lyla Garrity (Minka Kelly) – była narzeczona Jasona Streeta, obecnie dziewczyna Tima Rigginsa, dawna cheerleaderka Dillon Panthers.
- Brian „Smash” Williams (Gaius Charles) – kochający sławę gracz Dillon Panthers, często popadający w kłopoty z powodu swojego temperamentu.
- Tim Riggins (Taylor Kitsch) – uzależniony od alkoholu gracz Dillon Panthers, często wagaruje; zakochany w Lyli Garrity.
- Buddy Garrity (Brad Leland) – wpływowy właściciel salonu samochodowego w Dillon, były gracz i obecny sponsor Dillon Panthers; ojciec Lyli Garrity.